# Tân Lập, Nha Trang
Tân Lập là một phường cũ thuộc thành phố Nha Trang, tỉnh Khánh Hòa, Việt Nam.

## Địa lý
Phường Tân Lập có vị trí địa lý:
- Phía đông giáp phường Lộc Thọ
- Phía tây phường Phước Hòa
- Phía nam giáp phường Vĩnh Nguyên
- Phía bắc giáp phường Lộc Thọ và phường Phước Tiến.

Phường Tân Lập có diện tích 0,60 km², dân số năm 2022 là 18.466 người, mật độ dân số đạt 30.776 người/km².

## Lịch sử
Ngày 5 tháng 6 năm 1971, khu phố Tân Lập được thành lập thuộc địa bàn quận 2 và là một trong 11 khu phố ở thị xã Nha Trang.
Tháng 9 năm 1975, sau khi hợp nhất hai quận, phường Tân Lập là một trong số 17 phường tại thị xã Nha Trang.
Ngày 28 tháng 9 năm 2024, Ủy ban Thường vụ Quốc hội ban hành Nghị quyết số 1196/NQ-UBTVQH15 về việc sắp xếp đơn vị hành chính cấp xã của tỉnh Khánh Hòa giai đoạn 2023 – 2025 (nghị quyết có hiệu lực từ ngày 1 tháng 11 năm 2024). Theo đó, thành lập phường Tân Tiến trên cơ sở toàn bộ 0,60 km² diện tích tự nhiên và quy mô dân số là 18.466 người của phường Tân Lập.

## Kinh tế
Tổng thu ngân sách năm 2021 của phường Tân Lập là 7.940.494.171 đồng, đạt 111,78% kế hoạch đã đề ra.